# Јасмина Хањалић
Јасмина Хањалић (Пећ, 1963) је босанскохерцеговачка књижевница. Пише поезију, кратке приче, књижевне приказе и рецензије. Добитник је домаћих и међународних награда за књижевност. Живи и ради у Сарајеву.

## Биографија
Јасмина Хањалић је рођена 1963. године у Пећи. Основну и средњу школу као и Медицински факултет, завршила је у Сарајеву. Иако по професији лекар, Јасмина Хањалић се бави и књижевним стваралаштвом. Објавила је неколико књига. Заступљена је у великом броју књижевник зборника. Такође, добитник је и бројних књижевних награда. Уредник је веома читаног књижевног блога "Књижевни Кутак". На овом књижевном порталу који је сама покренула и који уређује, Јасмина Хањалић је до сада објавила око 700 чланака који се баве новостима из културе а пре свега књижевности. Представљени су сви значајни, али и мање познати аутори из некадашњег југословенског подручја, али и светског. Чита се на целој планети, што показује свакодневна статистика. За шест година постојања блога, било је више од 160.000 прегледа.
Књижевне текстове објавила у књижевним штампаним и електронским часопсима БИХ, Србије, Хрватске, Црне Горе, Бугарске: Одјек, Прозаонлине, Поезин, Књигомат, Балкански књижевни гласник, Жикишон, Диоген, Аванград, Мотришта, Босанска вила, Поета, Фојничка шкриња, Ријеч, Алманах, Шипак, Кораци, Марулић, Књижевник, Република поезије, Орион, Алиа Мунди...
О томе како је спојила посао лекара и књижевног ствараоца, Јасмина Хањалић је рекла:
Моја тетка се бавила књижевношћу. Вјероватно је пресудно то што човјек чује у породици, не вјерујем да је генетика, али... Ако живите у породици у којој се чита, стекнете навику и изградите љубав према књизи. Мој дјед је волио да прича приче. Написала сам пјесму коју сам му посветила. Затим, ту је било широко гимназијско образовање. Кад сам завршавала Трећу гимназију, размишљала сам шта даље. Нисам могла да се одлучим између медицине и књижевности. Тетка која је писала поезију и живјела у Лондону савјетовала ми је да је најбоље завршити медицину, а да ће доћи вријеме када ћу се моћи бавити писањем. И била је у праву. Управо је тако и било.

### Објављене књиге
- збирка поезије "Све у једном једно у свему" (ВАТ, Витез, 2011)
- збирка прича "Скамењени" (ЗАЛИХИЦА, Сарајево, 2013)
- збирка прича "Приче у белом" (Добра књига, Сарајево, 2014)
- збирка поезије "Отпусти ноја и друге птице" (Planjax komerc doo, Тешањ, 2017) )

### Учешће на књижевним сусретима
- Новосарајевски књижевни сусрети (Сарајево, 2009, 2010)
- Међународни књижевни сусрет "Гарави сокак", (Инђија, 2010)
- Шопови дани (Јајце, 2010)
- II међународни симпозиј о Иви Андрићу, (Травник,2011)
- фестивал поезије "Песничко пролеће Чукарице", (Београд, 2012)
- међународни пјеснички фестивал "Прљача 2012", (Дервента, 2012)
- "Зекон 2013", фестивал фантастичарске књижевности, (Зеница, 2013)
- "Рефестицон (Refesticon)", фестивал фантастичне књижевности, (Бијело Поље)
- Ријека из камена, (Чапљина, 2013)
- 37. Плавски књижевни сусрети, (Плав и Гусиње, 2013)
- Сарајевска зима, (Сарајево, 2014)
- 25. Дани хрватске културе (Усори, 2015)
- 14. Шопови дани на Пливи, (Јајце, 2015)
- Андрићеви дани (Травник, 2016)
- Поетско ћоше Моровић, Србија, 2017.

### Заступљена у књижевним зборницима
- Гравитација ријечи (КНС, Сарајево, 2008)
- Најкраће приче 2008 ( Алма, Београд, 2009)
- Балканско перо (КНС, Сарајево, 2009)
- Од приче до приче (Алма, Београд, 2009)
- The Colours of the World(Софија, 2009)
- Годишњак "Фра Грго Мартић"(Крешево, 2010);
- Гарави сокак (Инђија, 2010)
- Куће у ваздуху (Алма, Београд, 2010),
- Капија истока и запада (КНС,Сарајево, 2010)
- Диоген (Сарајево, 2010)
- Whafanzin (Широки Бријег, 2010)
- Хрватски народни годишњак (Сарајево, 2011)
- Гарави сокак (Инђија, 2011)
- Најкраће приче 2011, (Алма, Београд, 2012)
- Хрватски народни годишњак (Сарајево, 2012)
- Песничко пролеће Чукарице 2012 ( Београд, 2012)
- Из воде пјесма љепотом дарује ( Дервента, 2012)
- Поетско ћоше (Београд, 2012)
- Буђење Бихора (Петњица, 2012)
- Славин пој, антологија прича из славенске митологије, (ВАТ и Напредак, Витез, 2013)
- Сузе за Велоса, зборник радова натјечаја Трагом босанског краљевства, (Музеј града Зенице, Зеница, 2013)
- Најкраће приче 2012, (Алма, Београд, 2013)
- Невидбог, Зборник одабраних прича, "Рефестикон" (Бијело Поље, 2013)
- Писма балканских жена, (Развигор, Пожега, 2014
- Naji Naamans literary prizes, (Либан, 2014)
- Пријатељима, Култура снова, (Загреб, 2016)
- Алманах Прљача, Дервента, 2016, 2017
- Апокалипса у дјелу Џеке Хоџића, Сарајево, 2017
- Гласови Мелпомене: поводом 155 година од рођења Јелене Ј. Димитријевић, Београд, 2017

### Књижевне Награде
- Награде Фондације за издаваштво,(Сарајево, 2013)
- Награда „Анка Топић”, (Витез, 2013)
- „Награда за креативност” фондације „Naji Naaman Libanon” (Либан, 2014)
- Трећа награда на конкурсу „БНВД за пјесму посвећену геноциду у Сребреници”, (Сребреница, 2015)
- „Награда за најбољу пјесму о Укринском цвијету”, (Прљача, 2016)
- Награда за најбољу пјесму књижевне колоније „Грах за Илију Ладина” за 2015.
- Прво место награде „ХКД Горан Бујић” за књижевника - новинара изван Хрватске,2016)
- Друга награда „Марко Мартиновић Цар” за кратку причу, Витез, 2017
- Награда „Др Есо Садиковић”, за кратку причу Приједор, 2019
- Учешће на 43. Плавским књижевним сусретима, Плав, 2019